# Palácio Cotroceni
O Palácio Cotroceni (em romeno: Palatul Cotroceni) é a residência oficial do presidente da Romênia. Localizado no Bulevardul Geniului, nr. 1, em Bucareste, o palácio também abriga o Museu Nacional Cotroceni.

## História

### Mosteiro Cotroceni (1679-1682)
Em 1679, em seu primeiro ano de governo, Şerban Cantacuzino construiu um mosteiro na colina Cotroceni, no local de uma antiga ermida de madeira. O desenho desse novo mosteiro manteve muitos dos elementos arquitetônicos tradicionais encontrados nos principados romenos da época. Com o término da construção, em 1682, o mosteiro passou a ser destino de peregrinações e foi documentado em diversas crônicas.

### Palácio Real (1883-1895)

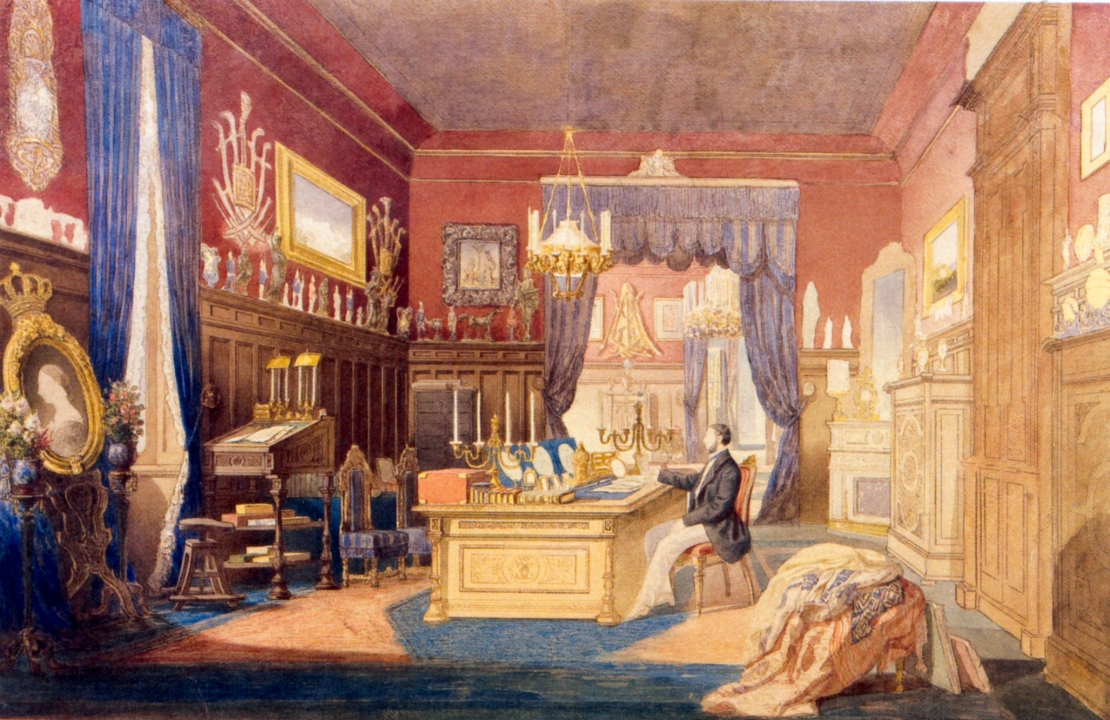
Pintura representando o rei Carlos I da Romênia sentado à sua mesa de trabalho.

A colina Cotroceni também foi local de residência de muitos dos governantes da Romênia até 1883, quando o rei Carlos I recebeu as residências e ordenou sua demolição, planejando construir em seu lugar um edifício muito maior para para abrigar os futuros herdeiros de seu trono.
As obras do novo palácio real foi iniciada em 1888 e o projeto de construção foi entregue à supervisão do arquiteto francês Paul Gottereau.

### A ala norte (1915-1926)
Durante o reinado de Fernando I, outras melhorias foram feitas no palácio. A pedido da rainha Maria, a ala norte foi concluída com um espaço destinado a abrigar damas de companhia e ajudantes de ordens em apartamentos do tipo duplex. Uma sala de ginástica também foi instalada na semi-cave do piso térreo, ocupando o espaço daquilo que se supõe ter sido uma capela. Em outubro de 1915, o espaço foi reformado para acomodar um sistema de aquecimento central.
Em 1925, o arquiteto Grigore Cerchez remodelou alguns espaços, adicionando uma sala de estar com um gazebo no primeiro andar e um pequeno terraço com um gazebo adicional na face norte do segundo andar. Cerchez prossegiu com seu trabalho em 1926, interferindo nos dois salões adjacentes no primeiro andar da ala norte, bem como no Grande Salão de Recepções, que distinguiu esta parte do prédio.
Em 1929, Grigore Cerchez concluiu a extremidade nordeste do palácio, criando uma lógia ao nível da biblioteca. Acima desta, construiu um grande depósito como um anexo do dormitório real.

### Ocupação socilista (1947-1948)
No dia 30 de dezembro de 1947, o rei Miguel I foi forçado a abdicar pelos comunistas. Com o exílio da família real, o palácio passou para o controle do novo governo.
Em 13 de Fevereiro de 1948, enquanto fazia um inventário dos bens reais, o novo governo realizou uma reunião na qual seria decidido o destino do palácio. Havia, à época, várias solicitações para utilização do prédio em diferentes funções - desde uma faculdade de medicina até uma sede para a União Nacional dos Estudantes Romenos. Em 26 de maio daquele ano foi publicado o  decreto nº 38, onde o Presidium da Grande Assembleia Nacional do Povo da Romênia decidiu que "todos os bens e propriedades que, em 6 de março de 1945 eram de propriedade do ex-rei Miguel e outros membros da antiga família real passam a ser propriedade do estado romeno." Finalmente, em 18 de junho de 1948, o Conselho de Ministros decidiu que o Palácio Cotroceni, seus "cinco pavilhões, 150 quartos, parque, propriedade do estado", seria colocado sob a administração do Ministério do Interior. O mesmo decreto estipulava que outros objetos de valor encontrados dentro do palácio seriam redistribuídos entre os vários ministérios, incluindo o Ministério da Agricultura e o Ministério da Saúde.
Quando o novo administrador do palácio tomou posse, cerca de 1.000 objetos, incluindo pinturas, esculturas, ícones, móveis, tapetes, cortinas, pratos e outros itens decorativos estavam faltando. Eles foram levados pelo Ministério de Arte e Informação a pedido de uma comissão especial criada "para retirar objetos de arte do Palácio Cotroceni". A maioria dos objetos restantes foram redistribuídos para várias instituições e organizações, incluindo o departamento de imprensa do Ministério de Arte e Informação, a Societatea "Albina" e o sindicato do restaurante "Ambasador".

### "Palácio dos Pioneiros"
Em 30 de abril de 1949, o programa de uma escola infantil chamado os "Pioneiros" estava prestes a ter sua primeira reunião, que marcaria um importante momento na história do Palácio Cotroceni, que foi readaptado para as crianças que seriam preparadas para tornarem-se "cidadãos dignos dedicado à sua pátria e ao Partido dos Trabalhadores Romenos." Foi nessa época que o prédio foi rebatizado como Palatul Pionierilor ou Palácio dos Pioneiros (também conhecidos como jovens comunistas).
As modernizações foram feitas em quatro etapas, durante as quais o prédio passou a alocar salas para uma biblioteca maior e centros ou oficinas de xadrez, aviões em miniatura, automóveis, radiofonia, fotografia, pintura, coreografia e dança, história e cerâmica.
Além das modernizações, o palácio também a seria usado cinema e auditório. O Palácio dos Pioneiros, no entanto, não seria inaugurado até 1 de junho de 1950 - aproximadamente um ano depois do previsto.

### Modificações feitas pelo regime socialista (1949-1976)

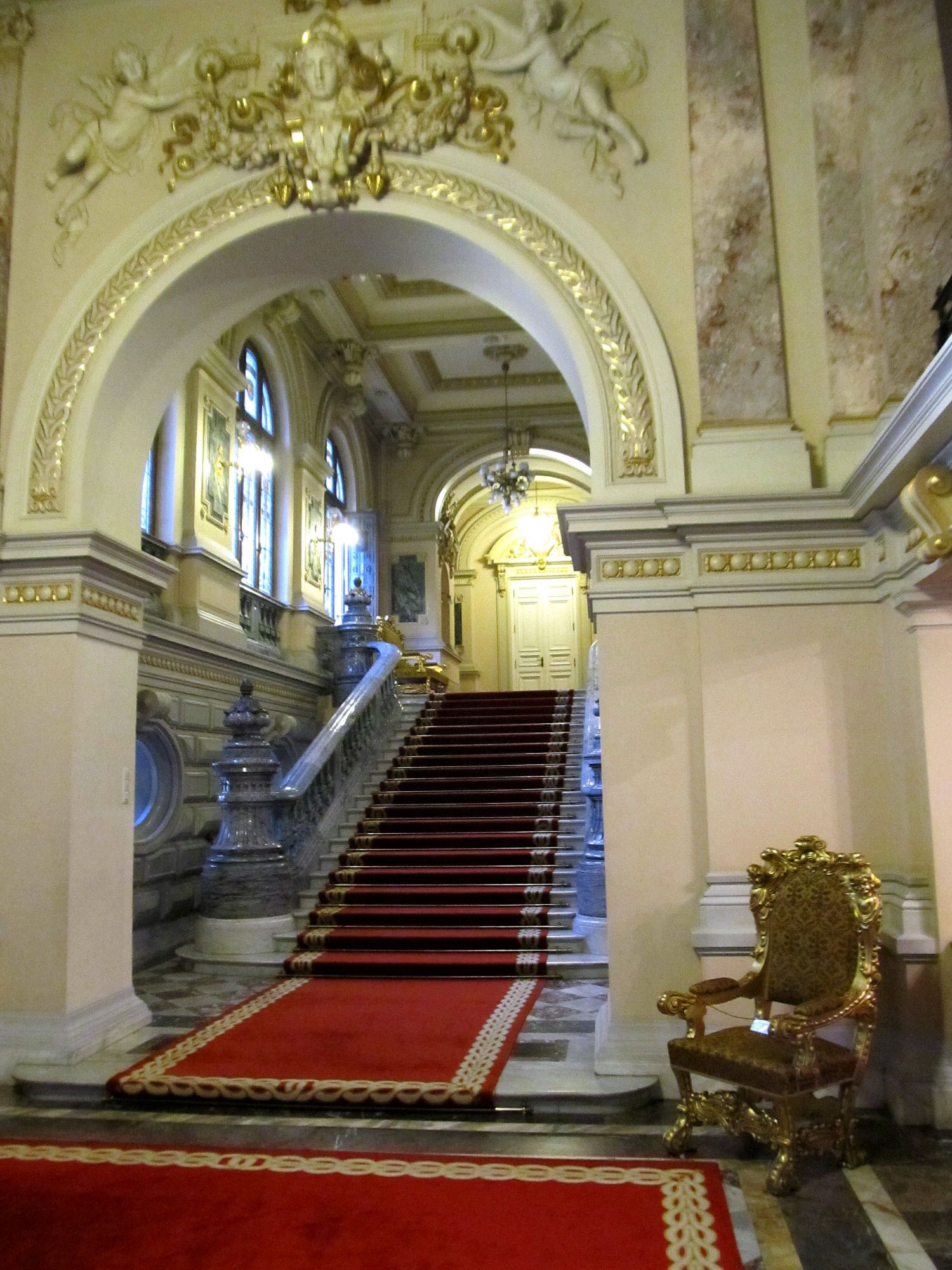
Escadaria do Museu Nacional de Cotroceni.

Após a abdicação do rei Miguel I, o novo governo fez várias modificações bem documentadas no palácio:
Piso térreo
- Os lustres do hall de entrada foram desmontados.
- Ornamentos de gesso - bem como os gabletes antropomórficos sobre as escadarias de honra - foram derrubados ou quebrados.
- As pilastras revestidas de estuque marmóreo e os assoalhos foram cobertos com argila e tinta. Eles também foram perfurados para a instalação de cabos elétricos e tubulações de calor.

Primeiro andar
- A sala de estar em estilo neo-germânico e o Salão Dourado foram destruídos.
- Todas as colunas de pedra Ruse do Salão Branco (conhecido também como salão Cerchez) foram pintadas com tinta PVC cinza escuro.
- Todo o espaço entre a nova sala de estar (planejado por Grigore Cerchez) e a cozinha foram transformados.

Segundo andar
- Todos os espaços utilizados pelas crianças da família real - bem como a área de lógia para o pátio principal pátio - despojados de quaisquer acabamentos.
- O quarto de Fernando I foi completamente destruído.
- Todos os espaços entre o quarto de Fernando I e salão de pintura da rainha Maria, com exceção das escadas de cerejeira, foram eliminados.

Terceiro andar
- Os espaços neste piso foram todos radicalmente modificados.[5]

Em 1976, durante o regime de Nicolae Ceauşescu, o palácio passou a ser administrado pelo Protocolo do Estado (Protocolul de Stat) e voltou a ter função de prédio residencial como casa de hóspedes.

### Terremoto de Vrancea (1977)
Em 1977, um terremoto de magnitude 7,2 na escala Richter atingiu o județ de Vrancea e danificou vários edifícios em Bucareste. O Palácio Cotroceni estava entre estes edifícios e sofreu grandes danos, tais que um projeto teve de ser encomendado para sua restauração e consolidação.

## Dias atuais
Desde 1991 o Palácio Cotroceni é a residência oficial do presidente romeno. O Museu Nacional de Cotroceni está localizado em uma das alas do edifício e é aberto ao público.

## Galeria

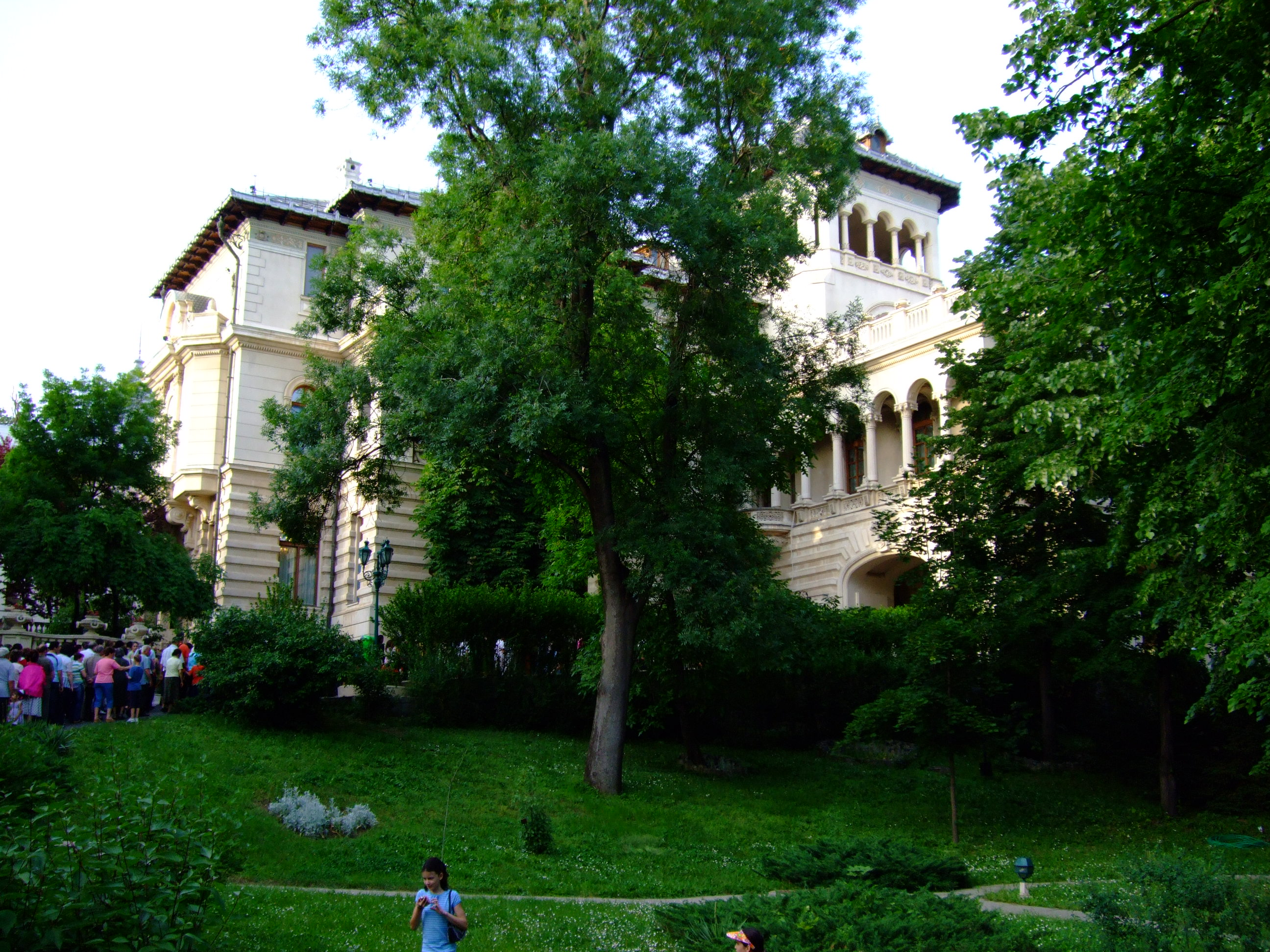
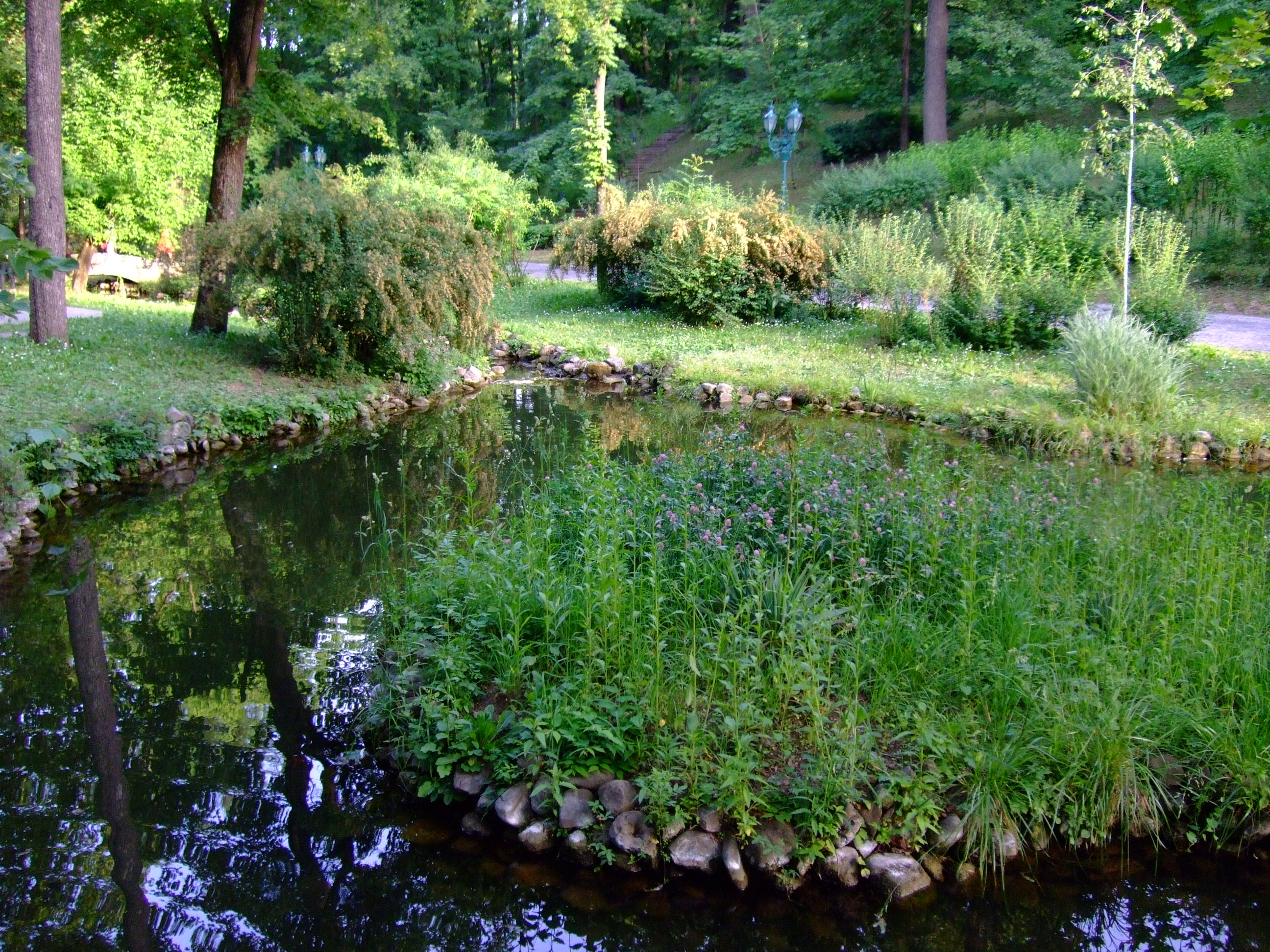
Os jardins de Cotroceni
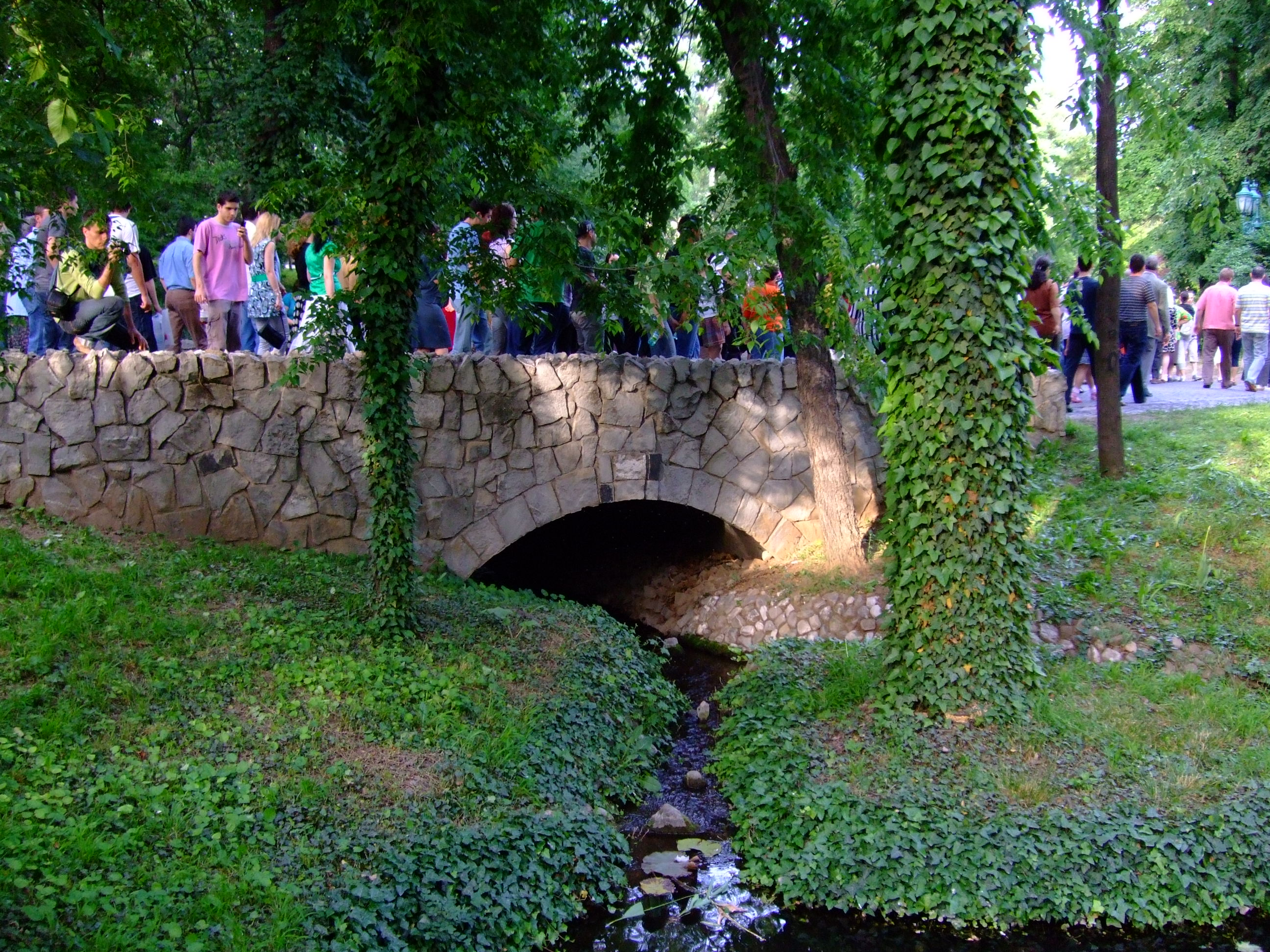
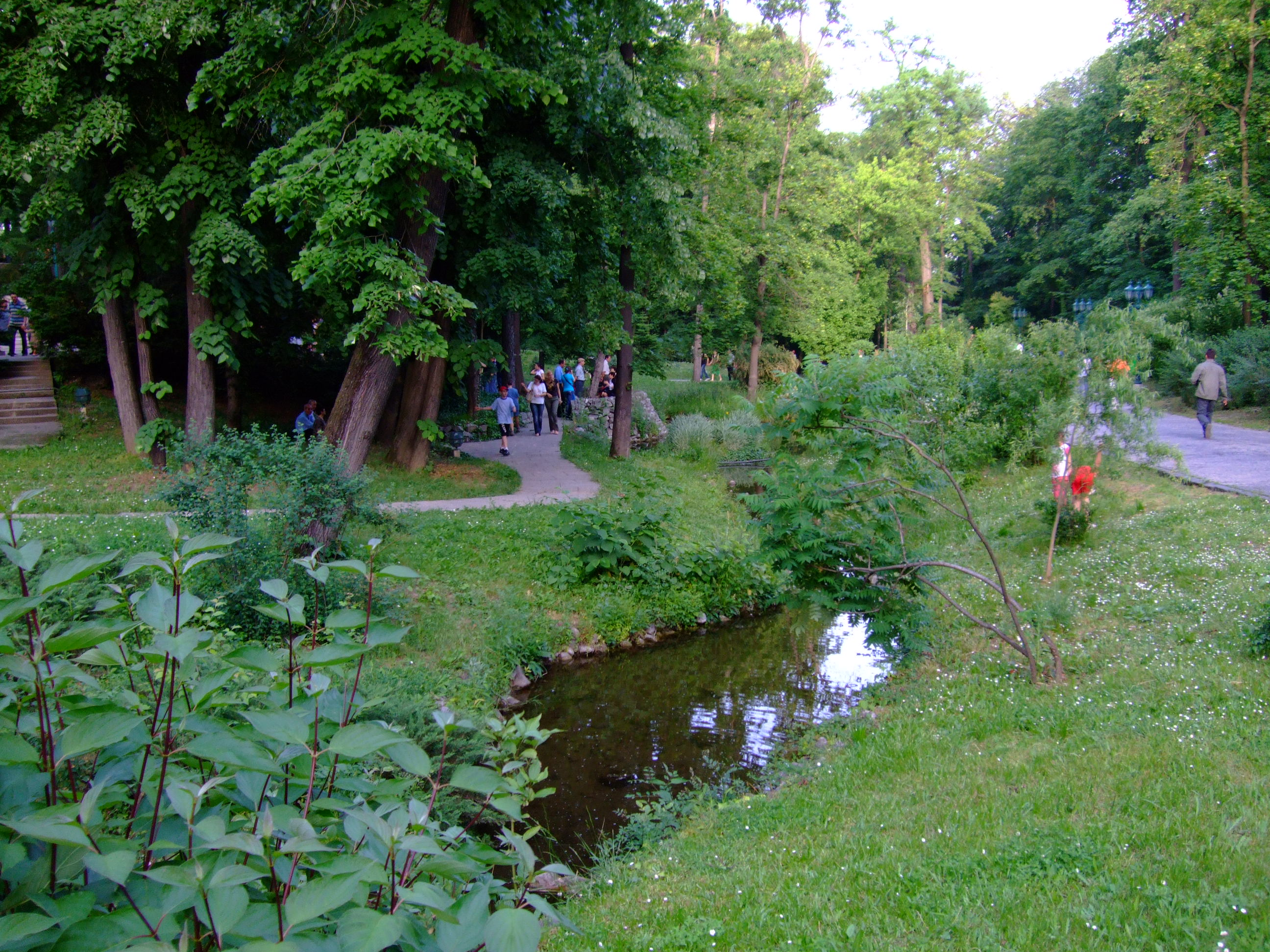
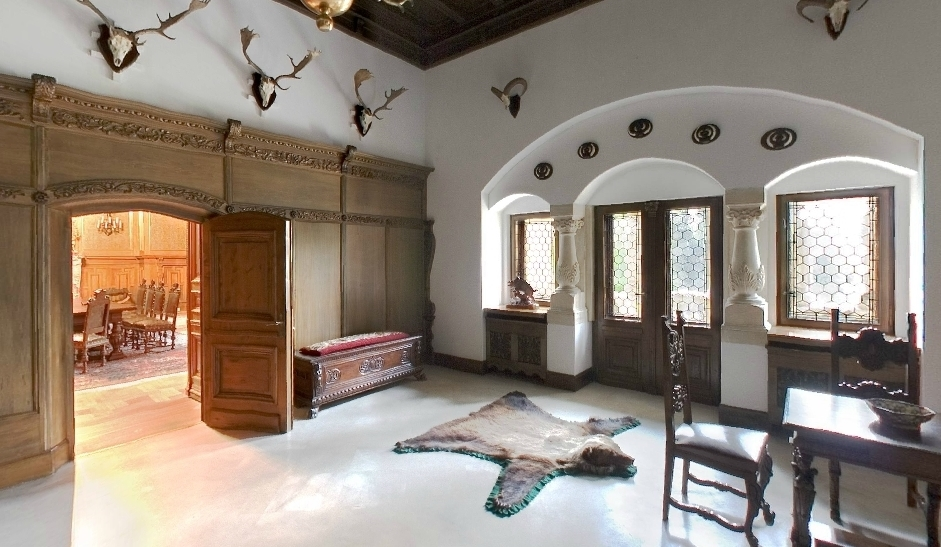
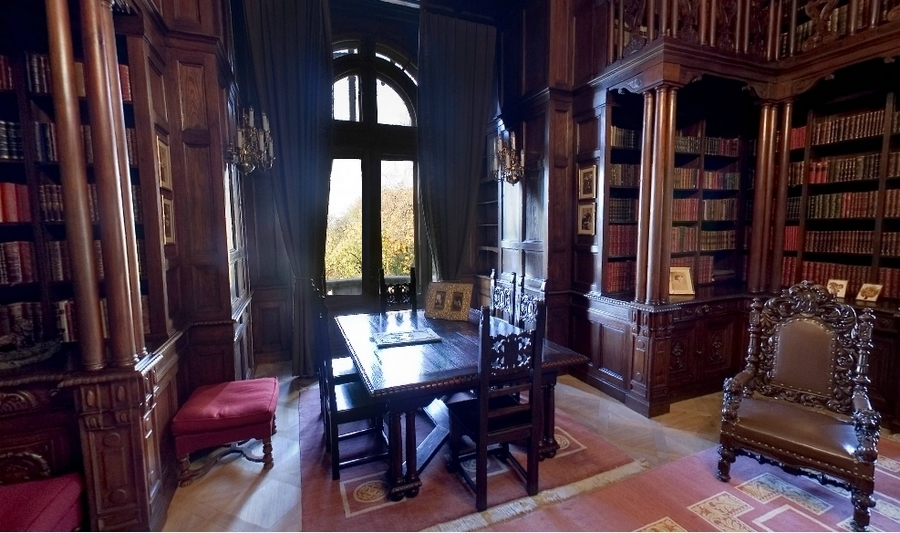
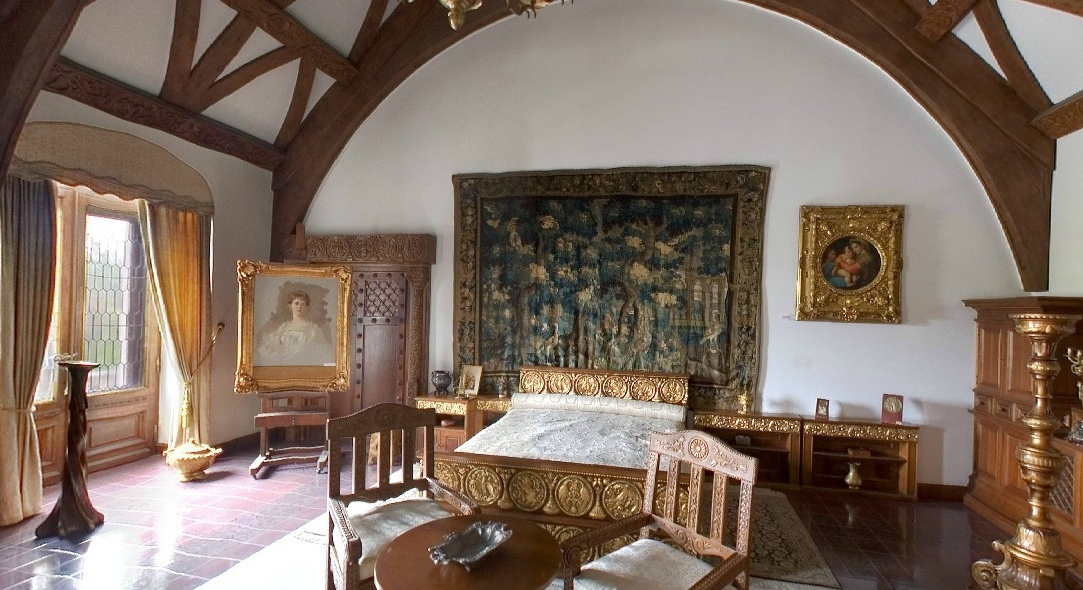
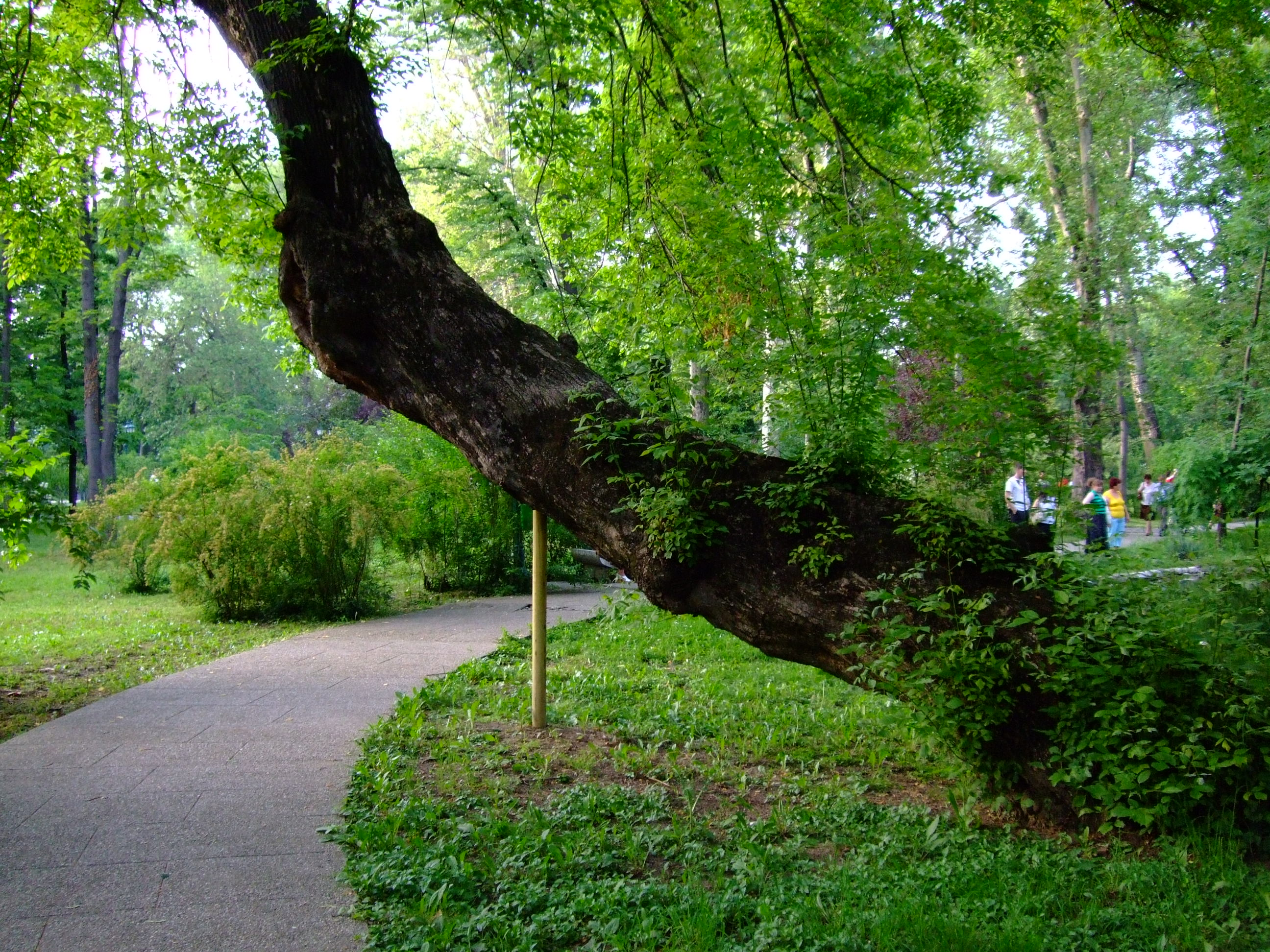
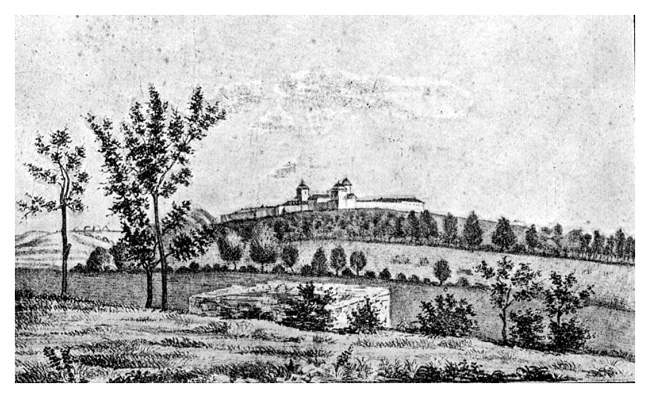
O Mosteiro de Cotroceni, 1860